# 17 april
17 april är den 107:e dagen på året i den gregorianska kalendern (108:e under skottår). Det återstår 258 dagar av året.

## Återkommande bemärkelsedagar

### Helgdagar
- Påskdagen, då Jesu uppståndelse från de döda firas, infaller i västerländsk kristendom detta datum åren 1808, 1870, 1881, 1892, 1927, 1938, 1949, 1960, 2022, 2033, 2044.

### Nationaldagar
- Syriens nationaldag (till minne av självständigheten från Frankrike 1946)

## Namnsdagar

### I den svenska almanackan
- Nuvarande – Elias och Elis
- Föregående i bokstavsordning
  - Elias – Namnet förekom, till minne av profeten Elia i Gamla testamentet, under 1600-talet på 20 juli. 1701 flyttades det till dagens datum och har funnits där sedan dess.
  - Elis – Namnet infördes på dagens datum 1986 och har funnits där sedan dess.
  - Elise – Namnet infördes på dagens datum 1986. 1993 flyttades det till 5 februari och 2001 till 20 september.
  - Rudolf – Namnet fanns tidvis på dagens datum under 1600-talet, men utgick 1701, till förmån för Elias. 1901 infördes det på 27 mars, där det fanns fram till 1993, då det flyttades till 27 augusti. 2001 flyttades det dock tillbaka till 27 mars.
- Föregående i kronologisk ordning
  - Före 1701 – Rudolf
  - 1701–1900 – Elias
  - 1901–1985 – Elias
  - 1986–1992 – Elias, Elis och Elise
  - 1993–2000 – Elias och Elis
  - Från 2001 – Elias och Elis
- Källor
  - Brylla, Eva (red.): Namnlängdsboken, Norstedts ordbok, Stockholm, 2000. ISBN 91-7227-204-X
  - af Klintberg, Bengt: Namnen i almanackan, Norstedts ordbok, Stockholm, 2001. ISBN 91-7227-292-9

### Finlandssvenska almanackan
- Nuvarande från 1929[1] – Otto
- I föregående revideringar[a][2]
  - inga ändringar sedan 1929

## Händelser
- 1080 – Vid Harald Heins död efterträds han av sin bror Knut, senare känd som Knut den helige, som kung av Danmark.
- 1521 – Den tyske munken Martin Luther håller ett tal inför riksdagen i Worms, där han försvarar sina religiösa skrifter, vilka i sin kritik mot katolicismen har inlett den protestantiska reformationen. Han avslutar talet med det sedermera kända citatet ”Här står jag och kan icke annat, Gud hjälpe mig, amen!”, men den tysk-romerske kejsaren Karl V förklarar honom ändå fredlös, när riksdagen avslutas genom ediktet i Worms den 25 maj.
- 1825 – Frankrike erkänner formellt Haiti som självständig stat, 21 år efter att kolonin har utropat sin självständighet 1804.[3]
- 1947 – Frankrike erkänner Syriens självständighet. Redan 1941 har landet utropat sin självständighet och Frankrike har avstått från sin överhöghet över mandatet Syrien 1944.
- 1958 – Världsutställningen Expo 58 öppnas i Bryssel.
- 1961 – En styrka bestående av 1 500 kubaner, som har flytt till USA efter Fidel Castros maktövertagande på Kuba 1959 och som har blivit specialtränade av den amerikanska underrättelsetjänsten CIA, genomför, med stöd av amerikanska styrkor, ett försök att invadera ön och avsätta Castro vid den så kallade Grisbukten, vilket dock misslyckas. Ett hundratal personer i invasionsstyrkan blir dödade, medan övriga blir fängslade av de kubanska regeringsstyrkorna.
- 1975 – Gerillarörelsen Röda khmererna intar Kambodjas huvudstad Phnom Penh och regeringsstyrkorna ger upp. Därmed tar det kambodjanska inbördeskriget, som har varat sedan 1970, slut och röda khmererna inleder ett skräckvälde under ledaren Pol Pot, som varar till 1979 och under vilket 1,7 miljoner människor dödas.
- 2004 – I den andra omgången av det slovakiska presidentvalet besegrar Ivan Gašparovič motkandidaten Vladimír Mečiar med 59,9 procent av rösterna (mot Mečiars 40,1 procent). Därmed kan han den 15 juni tillträda som Slovakiens president.
- 2009 – Stockholms tingsrätt meddelar dom i det så kallade Pirate Bay-målet, där de fyra ansvariga bakom fildelningssidan The Pirate Bay står åtalade för brott mot upphovsrätten. Samtliga döms till ett års fängelse var och ett gemensamt skadestånd på 30 miljoner kronor till film- och musikindustrin. Alla överklagar dock domen till Svea hovrätt, som senare kortar fängelsestraffen men ökar skadeståndsbeloppet.

## Födda
- 1598 – Giovanni Battista Riccioli, italiensk astronom
- 1682 – Gustaf Bonde, svensk greve, ämbetsman och politiker, Sveriges tillförordnade kanslipresident
- 1721 – Edvard Fredrik Runeberg, svensk nationalekonom
- 1770 – Mahlon Dickerson, amerikansk politiker, guvernör i New Jersey, senator för samma delstat och USA:s marinminister
- 1795 – George Edmund Badger, amerikansk whigpolitiker, USA:s marinminister, senator för North Carolina
- 1818 – Alexander II, tsar av Ryssland 1855–1881
- 1825 – Jerome B. Chaffee, amerikansk republikansk politiker och bankdirektör, senator för Colorado
- 1836 – Adolf Tersmeden, svensk officer, friherre, bruksägare och riksdagsman
- 1837 – J.P. Morgan, amerikansk finansman, bankir och filantrop
- 1842 – Maurice Rouvier, fransk statsman, Frankrikes tillförordnade president
- 1847 – Jens Peter Jacobsen, dansk författare och översättare
- 1849 – William R. Day, amerikansk republikansk politiker och jurist, USA:s utrikesminister
- 1850 – Algot Lange, svensk operasångare (basbaryton) och sångpedagog
- 1864 – Carl Engdahl, svensk skådespelare och regissör
- 1867 – Sten Konow, norsk orientalist
- 1870 – Lars Israel Wahlman, svensk arkitekt
- 1878 – Per Jonas Edberg, svensk hemmansägare och bondeförbundspolitiker
- 1882
  - Robert Morrison MacIver, brittisk sociolog
  - Artur Schnabel, österrikisk-amerikansk pianist
- 1885 – Karen Blixen, dansk friherrinna och författare
- 1890 – Art Acord, amerikansk skådespelare
- 1892 – Tor Björnberg, svensk sparbanksdirektör och högerpartistisk politiker
- 1893 – Emanuel Moravec, tjeckoslovakisk militär, skriftställare och nazistkollaboratör
- 1895 – Elsa Hofgren, svensk skådespelare
- 1896 – W. Kerr Scott, amerikansk demokratisk politiker, guvernör i North Carolina och senator för samma delstat
- 1897
  - Thornton Wilder, amerikansk författare
  - Edouard Wyss-Dunant, schweizisk läkare och bergsklättrare
- 1908 – Manne Olsson, svensk kommunalnämndsordförande och socialdemokratisk politiker
- 1909
  - Alain Poher, fransk politiker, Frankrikes tillförordnade president
  - Kid Severin, svensk journalist, författare och manusförfattare
- 1915 – Joe Foss, amerikansk flygare och republikansk politiker, guvernör i South Dakota
- 1916
  - Sirimavo Bandaranaike, lankesisk politiker, Sri Lankas premiärminister
  - Olof Johansson, svensk kompositör och dragspelsmusiker med artistnamnet Olle Johnny
- 1917 – Bill Clements, amerikansk republikansk politiker och affärsman, guvernör i Texas
- 1918 – William Holden, amerikansk skådespelare
- 1919 – Chavela Vargas, mexikansk rancherasångare
- 1920 – Bengt Anderberg, svensk författare och översättare
- 1926 – John Harryson, svensk skådespelare
- 1928
  - Nguyen Van Thuan, vietnamesisk kardinal
  - Sture Hovstadius, svensk skådespelare
  - Karl-Lennart Uggla, svensk ämbetsman och landshövding i Västmanlands län
- 1929
  - James Last, tysk orkesterledare, kompositör och musikarrangör
  - Calle Palmér, svensk fotbollsspelare, VM-brons 1950
- 1931 – Malcolm Browne, amerikansk journalist
- 1935
  - Theo Angelopoulos, grekisk filmregissör
  - Jan Wirén, svensk läkare, kåsör, tecknare, pressfotograf och skådespelare
- 1936 – Henrik Liljegren, svensk diplomat, talskrivare och författare, Sveriges ambassadör i Belgien och i Washington
- 1938 – Ben Barnes, amerikansk demokratisk politiker, viceguvernör i Texas
- 1945
  - Conny Evensson, svensk ishockeyspelare och -tränare
  - Liv Wollin, svensk golfspelare
- 1949 – Hans Klinga, svensk regissör och skådespelare
- 1951
  - Olivia Hussey, argentinsk-brittisk skådespelare
  - Börje Salming, svensk ishockeyspelare
- 1952 – Željko Ražnatović, serbisk brottsling, nationalistisk politiker och paramilitär ledare, känd som Arkan
- 1954 – Riccardo Patrese, italiensk racerförare
- 1959
  - Sean Bean, brittisk skådespelare
  - Hans Crispin, svensk inspelningsledare, författare, producent, skådespelare och TV-programledare
- 1961 – Thorsten Flinck, svensk musiker, regissör och skådespelare
- 1964 – Kayo Shekoni, svensk sångare, dansare, skådespelare och tv-programledare med artistnamnet Kayo
- 1965 – William Mapother, amerikansk skådespelare
- 1969 – Joško Kreković, kroatisk vattenpolospelare
- 1970 – Catherine Sénart, kanadensisk skådespelare
- 1972 – Jennifer Garner, amerikansk skådespelare
- 1974
  - Victoria Beckham (född Adams), brittisk sångare och artist, känd som "Posh Spice" i gruppen Spice Girls
  - Mikael Åkerfeldt, svensk sångare, låtskrivare, gitarrist och producent
- 1976 – Mathew Quinn, sydafrikansk friidrottare
- 1977 – Frederik Magle, dansk tonsättare, organist och pianist
- 1979 – Silvia Bosurgi, italiensk vattenpolospelare
- 1985 – Rooney Mara, amerikansk skådespelare
- 1986 – Romain Grosjean, schweizisk-fransk racerförare

## Avlidna
- 326 – Alexander, omkring 76, patriark av Alexandria sedan 313 och helgon
- 858 – Benedictus III, påve sedan 855
- 1080 – Harald Hein, 39, kung av Danmark sedan 1076
- 1680 – Kateri Tekakwitha, 24, amerikansk saligförklarad jungfru
- 1693 – Rutger von Ascheberg, 71, svensk greve, militär och ämbetsman
- 1711 – Josef I, 32, tysk-romersk kejsare sedan 1705
- 1714 – Haquin Spegel, 68, danskfödd svensk kyrkoman och diktare, ärkebiskop i Uppsala stift sedan 1711
- 1742 – Arvid Horn, 78, svensk militär, diplomat, statsman, riksråd och lantmarskalk, Sveriges kanslipresident 1710–1719 och 1720–1738
- 1790 – Benjamin Franklin, 84, amerikansk fysiker och statsman
- 1892 – Alexander Mackenzie, 70, kanadensisk liberal politiker, Kanadas premiärminister 1873–1878
- 1929 – Alfred Berg, 71, svensk tonsättare, körledare och dirigent
- 1942 – Jean Baptiste Perrin, 71, fransk fysiker, mottagare av Nobelpriset i fysik 1926
- 1953 – Sven Wingquist, 76, svensk ingenjör, uppfinnare av kullagret
- 1954 – Georg Enders, 56, svensk pianist, orkesterledare samt revy- och filmmusikkompositör
- 1960 – Eddie Cochran, 21, amerikansk sångare
- 1970
  - Marianne Höök, 51, svensk journalist, författare och översättare
  - Rudolf Petersson, 73, svensk konstnär och serietecknare, skapare av seriefiguren 91:an Karlsson
- 1974 – Margareta Högfors, 68, svensk operettsångare och skådespelare
- 1975 – Long Boret, 42, kambodjansk politiker (avrättad)
- 1976 – Henrik Dam, 81, dansk biokemist och fysiolog, mottagare av Nobelpriset i fysiologi eller medicin 1943
- 1980 – Alf Sjöberg, 76, svensk filmregissör, manusförfattare och skådespelare
- 1984
  - Mark Wayne Clark, 87, amerikansk general
  - Gunnar Ossiander, 85, svensk skådespelare
- 1986 – Bessie Head, 48, sydafrikansk författare
- 1990 – Sigvard Törnqvist, 78, svensk ryttare, kompositör och skådespelare
- 1993 – Turgut Özal, 65, turkisk politiker, Turkiets premiärminister 1983–1989 och president sedan 1989
- 1994 – Roger W. Sperry, 80, amerikansk neurofysiolog och neurobiolog, mottagare av Nobelpriset i fysiologi eller medicin 1981
- 1996 – Piet Hein, 90, dansk konstnär, diktare och ingenjör
- 1998 – Linda McCartney, 56, amerikansk-brittisk fotograf och musiker
- 2004 – Abd al-Aziz ar-Rantissi, 56, palestinsk politiker, en av grundarna av partiet Hamas (mördad)
- 2008
  - Birger Bergh, 72, svensk professor i latin
  - Aimé Césaire, 94, martinikisk-fransk författare, dramatiker, poet och politiker
  - Danny Federici, 58, amerikansk musiker
- 2012 – Stanley Rogers Resor, 94, amerikansk militär och politiker, USA:s arméminister 1965–1971
- 2013
  - Sita Chan, 26, hongkongesisk popsångare
  - Thomas Anderberg, 57, svensk musik- och litteraturkritiker
- 2014 – Gabriel García Márquez, 87, colombiansk författare, mottagare av Nobelpriset i litteratur 1982
- 2015 – Robert P. Griffin, 91, amerikansk republikansk politiker och jurist, senator för Michigan 1966–1979
- 2016 – Picko Troberg, 78, svensk racerförare
- 2018 – Barbara Bush, 92, amerikansk presidenthustru, USA:s första dam 1989–1993 (gift med George H.W. Bush)
- 2019 – Alan García Pérez, 69, peruansk politiker, Perus president 1985–1990 och 2006–2011